# Moringa oleifera
Moringa oleifera је биљна врста из породице Moringaceae. Његова љуска семена се користи у кулинарству као поврће, али и у траварству.

## Опис
Може достићи висину и до 12 м, а пречник стабла до 45 цм. Цветови су мирисни и хермафродитни, окружени са пет неједнаких жућкасто-белих латица са танким венама.
Најпознатији њен продукт је уље.